# Carbajosa de la Sagrada (kommunhuvudort)
Carbajosa de la Sagrada är en kommunhuvudort i Spanien. Den ligger i provinsen Provincia de Salamanca och regionen Kastilien och Leon, i den centrala delen av landet, 170 km väster om huvudstaden Madrid. Carbajosa de la Sagrada ligger 794 meter över havet och antalet invånare är 3 467.
Terrängen runt Carbajosa de la Sagrada är huvudsakligen platt. Carbajosa de la Sagrada ligger nere i en dal. Runt Carbajosa de la Sagrada är det glesbefolkat, med 15 invånare per kvadratkilometer. Närmaste större samhälle är Salamanca, 4,1 km norr om Carbajosa de la Sagrada. Trakten runt Carbajosa de la Sagrada består till största delen av jordbruksmark.